# Bora (Jaén)

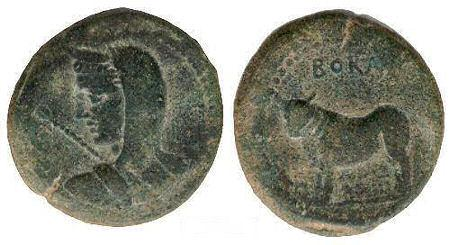
Bora, moneda acuñada en Bora

Bora, nombre de una ceca y núcleo de población prerromana que se localiza en el cerro de San Cristóbal, en la zona del valle del río Víboras entre los puntos de Las Casillas y del Castillo de la Encomienda de Víboras. También se denomina de esta forma a las monedas acuñadas en dicha ceca.
Esta zona es un valle muy fértil con abundancia de agua, vegetación y caza; que estuvo habitada desde la prehistoria ya que se han localizado enterramientos de la época argárica, yacimientos íberos, romanos y medievales, destacando el Castillo de la Encomienda de Víboras.
Bora solo es conocida por sus acuñaciones de moneda íbera hispanorromana, puesto que la leyenda va en latín. Las monedas son escasas y algo toscas. Se acuñaron hacia el año 50 a. C. los módulos de dupondio y as en cobre.
- Datos: Q2836792